# راک‌پورت (کالیفرنیا)
راک‌پورت (به انگلیسی: Rockport) یک منطقهٔ مسکونی در ایالات متحده آمریکا است که در شهرستان مندوسینو، کالیفرنیا واقع شده‌است. راک‌پورت ۹ متر بالاتر از سطح دریا واقع شده‌است.